# Jean-Louis Matthey
Pour les articles homonymes, voir Matthey.
Jean-Louis Matthey, né le 3 juin 1947, est un musicien, archiviste et bibliothécaire vaudois.

## Biographie
Jean-Louis Matthey fait des études de flûte (diplôme) et d'histoire de la musique à Lausanne, puis des études de percussion à Berne, Genève et Paris. Il complète sa formation à l'école de bibliothécaires de Genève où il obtient son diplôme.
En 1976, Jean-Louis Matthey fonde les archives musicales, rattachées à l'époque au Département des manuscrits de la Bibliothèque cantonale et universitaire de Lausanne (BCUL). Elles se sont constituées en collection indépendante lorsque le département des manuscrits a déménagé pour rejoindre le site nouvellement ouvert de Dorigny, en 1983. Jean-Louis Matthey occupe le poste d'archiviste musical de la BCUL jusqu'en 2010. Parallèlement, il est timbalier dans différentes formations, notamment l'Orchestre symphonique et universitaire de Lausanne, la Chapelle vocale et instrumentale de la cathédrale de Fribourg (1982-2012), et membre non titulaire du pupitre de percussion de l'Orchestre symphonique genevois (1989-2012). Entre 1984 et 2011, il est membre de la commission musicale de l'Orchestre de chambre de Lausanne. Il est également membre de la Société cantonale des musiques fribourgeoises dont il fait partie de plusieurs sociétés. Il a notamment joué avec la Landwehr puis la Concordia de Fribourg. Actuellement, il est membre de la Fanfare de la police cantonale vaudoise. Lauréat du prix de la fondation Pierre et Louisa Meylan en 1991, il est médaillé de la société Arts-Sciences-Lettres de Paris en 1995 et 2000.
On doit à Jean-Louis Matthey de nombreuses publications, dont une cinquantaine de catalogues d'œuvres de compositeurs essentiellement vaudois - dont Gustave Doret, Jean Balissat, Pierre-André Bovey - une centaine d'articles et biographies sur divers compositeurs suisses, ainsi que des monographies sur la percussion, sa pédagogie et son histoire. En 1983, il publie Ernest Ansermet: 1883-1969: [catalogue de l'exposition itinérante organisée à l'occasion du centenaire de la naissance du chef d'orchestre]. Il collabore au Dictionnaire historique de la Suisse et à la Revue musicale suisse. En outre, il a été membre du Groupe suisse du répertoire international des sources musicales à Berne. Jean-Louis Matthey a également collaboré avec la Bibliothèque cantonale et universitaire de Fribourg pour la publication du catalogue des œuvres de l'abbé Bovet. Divers mandats lui sont confiés par la Section musicale de la Médiathèque Valais (Jean-Luc Darbellay et Pierre Mariétan).

## Sources
- « Jean-Louis Matthey », sur la base de données des personnalités vaudoises sur la plateforme « Patrinum » de la Bibliothèque cantonale et universitaire de Lausanne.
- Revue musicale suisse, no 5, mai 2010, p. 13/14
- Revue Musicale Suisse, no 10, octobre 2001, p. 4
- Jean-Louis Matthey, Les baguettes de timbales, Le Mont-sur-Lausanne, Fondation Ouverture, 2012;

De la musique et des vaudois. Itinéraire photographique 1905-2005, Lausanne, Bibliothèque cantonale et universitaire, 2006